# PZL P.7
Le PZL P.7 est un avion militaire de l'entre-deux-guerres. Il a été utilisé pendant l'invasion de la Pologne en 1939.

## Conception
Le PZL P.7 est une évolution du PZL P.6. Le premier prototype doté d'un moteur Bristol Jupiter plus puissant que celui de son prédécesseur, décolle pour la première fois en décembre 1930. Après plusieurs modifications, dont la mise en place d'un anneau Townend, un nouveau gouvernail de direction et l'envergure allongée, le prototype devient le P.7a et la production en série commence. Une première série d'avions a été fabriquée au milieu 1932 et toute la série de 149 appareils (plus un prototype) est prête en 1933. 
Le PZL P.7a est un monomoteur, monoplace à aile haute en forme d'aile en mouette, dite aile Puławski, de construction entièrement métallique, au train d'atterrissage fixe, cockpit ouvert. Le réservoir de carburant en forme de tonneau se trouve dans le fuselage, derrière le moteur et peut être largué en cas de risque d'incendie. L'avion est armé de deux mitrailleuses Vickers E calibre 7,92 mm (modifié 7,7 mm) avec 700 cartouches par arme, équipé d'un moteur Skoda-Bristol Jupiter VII F de 480 ch.

## Engagements
Au déclenchement de la Seconde Guerre mondiale 105 P.7a sont encore en service, dont 40 dans des écoles aériennes, 35 en réserve et 30 dans des unités de combat (151e escadrille de chasse polonaise...). Au moment de l'invasion de la Pologne, la majorité des P.7a est déjà surexploitée, surtout les moteurs dont la puissance réelle est moindre que la puissance nominale. De plus un grand nombre des P.7a est encore équipé des mitrailleuses Vickers qui s'enrayent constamment. Malgré ces défauts, les chasseurs remportent tout de même des succès. Le 2 septembre au-dessus de Huta Dłutowska, le caporal Jan Malinowski du 162e escadron descend un Messerschmitt Bf 110 appartenant au I/ZG 76. Le 6 septembre, le caporal Zdzisław Urbańczyk abat un Heinkel He 111, puis avec le caporal-chef Franciszek Prętkiewicz en endommage un autre. Le 11 septembre, l'aspirant Jerzy Pawlak du 151e escadron abat un Messerschmitt Bf 109 du 2 Staffel I/JG 76 non loin de Dęblin.

## Variantes
- P.7/I : prototype
- P.7/II : second prototype (avec anneau Townend)
- P.7a : Avion de série

## Opérateurs
Pologne
- 123e escadron
- 151e escadron
- 162e escadron

 Roumanie
- Armée de l'air roumaine: 15 avions évacués et internés, en service jusqu'en 1943

 Union soviétique2 avions capturés, un testé à Moscou
 Reich allemand10 avions capturés, utilisés par la Luftwaffe